# Antoine-Charles Aubert
Pour les articles homonymes, voir Aubert.
Antoine-Charles Aubert est un architecte français du XVIIIe siècle, actif à Paris après 1784.

## Biographie
Les affaires d'Antoine-Charles Aubert furent étroitement liées à celle de Claude-Louis, marquis de Saisseval, capitaine de dragons qui se livra à des spéculations immobilières.
En 1779, le marquis de Saisseval fit l'acquisition d'un terrain situé à Paris entre la rue de Bourbon et le quai d'Orsay. Il rejeta un premier projet de Claude-Nicolas Ledoux et lui préféra le projet d'Aubert qui construisit sur la parcelle deux hôtels, l'un pour lui et l'autre pour son beau-père, M. du Roure. 
Pendant que se construisaient ces hôtels, le marquis de Saisseval vendit au comte de Crillon sa terre et son marquisat de Picardie et entra en relations avec les deux entrepreneurs du prince de Condé, Claude-Martin Goupy et Louis-Pierre Lemonnier, qui s'apprêtaient à bâtir la nouvelle place du Palais-Bourbon. En 1787, il fit l'acquisition des terrains nécessaires. Aubert, reprenant les plans de Claude Billard de Bélisard et de Jean-François Leroy, renonça par mesure d'économie aux deux portions semi-circulaires qui devaient encadrer le début de la rue de Bourgogne et réalisa, de concert avec les acquéreurs de quelques parcelles voisines, la place de forme trapézoïdale qui a été conservée.
Sous la Terreur, Saisseval fut brièvement emprisonné. Rendu à la liberté, il spécula dans le quartier des Champs-Élysées où on le trouva associé avec Aubert et l'entrepreneur Varin. Rue de Berri, Aubert édifia l'institution Lemoine d'Essoies et, à Chaillot, la folie Lanchères.

## Réalisations et principaux projets
- Hôtels du Roure et de Saisseval, rue de Bourbon, Paris (7e arrondissement), 1784 (détruits lors du percement de la rue de Solférino) : Deux hôtels jumeaux construits pour Claude-Louis, marquis de Saisseval et pour son beau-père. La composition ménageait deux portes cochères symétriques sur la rue de Bourbon, une façade unique vers la Seine, ornée d'un ordre colossal[2].
- Place du Palais-Bourbon, Paris (7e arrondissement), 1787 : Simplification des plans donnés par Claude Billard de Bélisard et Jean-François Leroy et réalisation de la place actuelle.
- Institution Lemoine d'Essoies, no 7[3]rue de Berri, Paris (8e arrondissement) : Vers 1780, pour Edme Marie Joseph Lemoine d'Essoies[4] (1751-1816), professeur de mathématiques et de physique, Aubert transforma un hôtel existant en une « institution polytechnique » qui fut ultérieurement fusionnée avec la Pension Hix, sise rue Matignon[5].
- Folie Lanchères, Chaillot : gravée par Krafft et Ransonnette.

## Sources
- Michel Gallet, Les Architectes parisiens du XVIIIe siècle : Dictionnaire biographique et critique, Paris, Éditions Mengès, 1995, 494 p. (ISBN 978-2-85620-370-5, BNF 35799589)